# Гайшинська сільська рада
| Гайшинська сільська рада — колишній орган місцевого самоврядування у Переяслав-Хмельницькому районі Київської області з адміністративним центром у с. Гайшин. Водоймища на території, підпорядкованій даній раді: річка Трубіж. Сільській раді були підпорядковані населені пункти: - с. Гайшин - с. Гребля - с. Чирське |

## Склад ради
Рада складалася з 16 депутатів та голови.

### Керівний склад ради
| ПІБ                      | Основні відомості                                                 | Дата обрання | Дата звільнення |
| ------------------------ | ----------------------------------------------------------------- | ------------ | --------------- |
| Тур Олександр Григорович | Сільський голова, 1954 року народження, освіта                    | 26.03.2006   | 31.10.2010      |
| Тур Олександр Григорович | Сільський голова, 1954 року народження, освіта середня спеціальна | 31.10.2010   |                 |

Примітка: таблиця складена за даними джерела